# Giacomo IV Crispo
Vous lisez un « bon article » labellisé en 2010.
Giacomo IV Crispo fut le dernier duc de la dynastie des Crispo à gouverner le duché de Naxos (État latin issu de la quatrième croisade installé dans les Cyclades en Grèce). Il succéda à son père Giovanni IV en 1564. Il régna jusqu'en 1566, date à laquelle il fut déposé par le sultan ottoman Sélim II, son suzerain. Il fut alors remplacé par Joseph Nassi.
Il partit pour Venise à qui il céda les droits sur son duché. Il se mit ensuite au service de la Sérénissime en pratiquant la guerre de course. Il mourut en 1576 à Venise.

## Famille Crispo

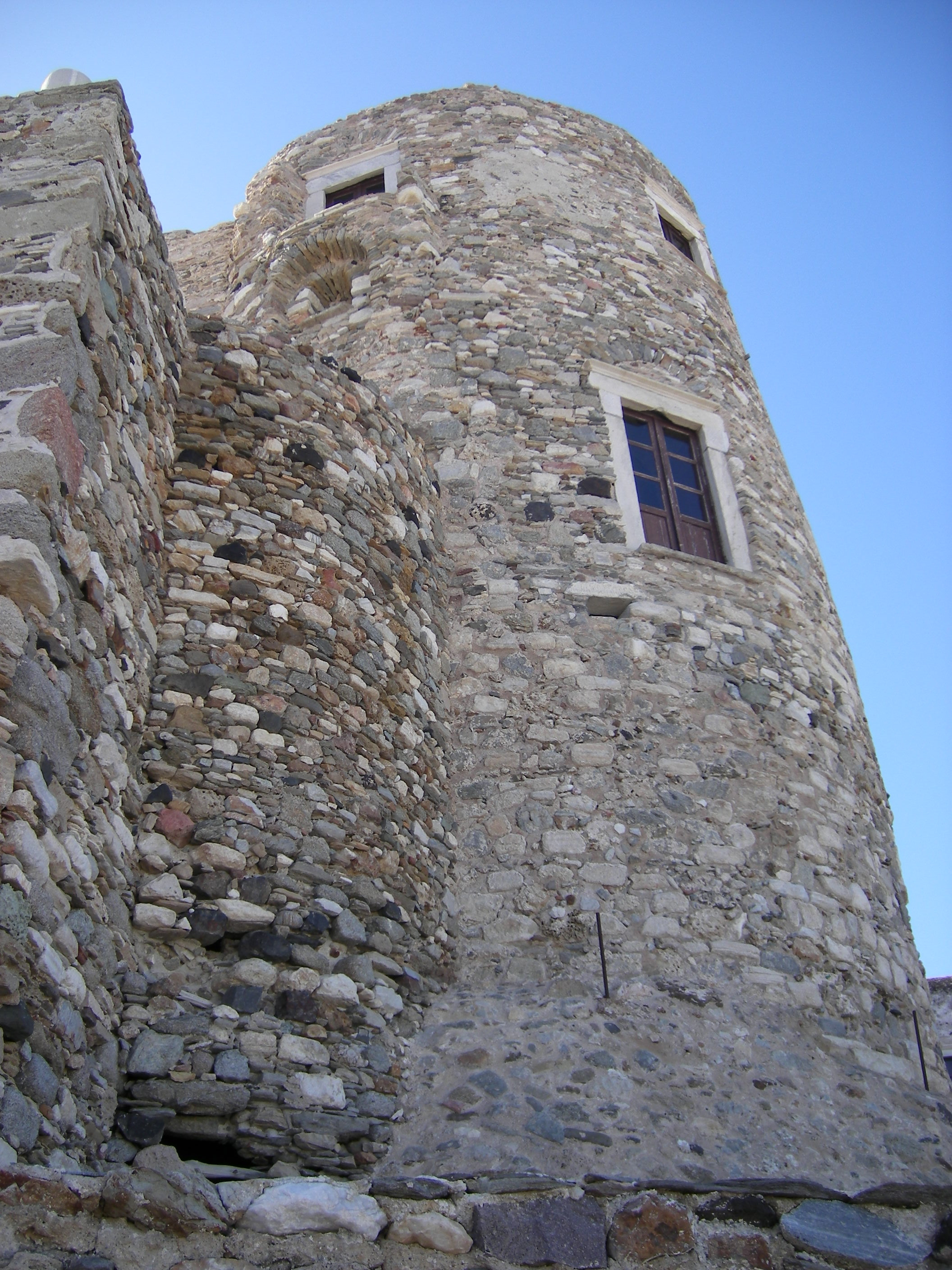
La « Tour Crispi » du kastro de Naxos.

Les Crispo étaient probablement originaires de Vérone. Francesco Ier Crispo, le fondateur de la dynastie, était seigneur de Milos, donc vassal du duc de Naxos et son cousin par alliance. Il s'empara du duché de Naxos après avoir assassiné le duc légitime Niccolo III dalle Carceri. Son fils Giacomo Ier Crispo accentua sa légitimité en épousant lui aussi une Sanudo. Contrairement aux Sanudo, les Crispo appliquaient la loi salique excluant les femmes de la succession. Le pouvoir passa donc souvent à une branche collatérale de la famille. Ainsi, Giacomo IV descendait en ligne directe de Francesco Ier, le premier duc, mais ensuite seulement du septième duc. Dans les intervalles de minorité ou de potentielle vacance du pouvoir, les autorités vénitiennes intervenaient. Ainsi, après l'assassinat de Giovanni III Crispo, les Naxiotes demandèrent à la république de Venise d'assurer la régence pendant la minorité du fils de Giovanni III, Francesco. Celui-ci devint fou et assassina son épouse. Il fut déposé et enfermé. Giovanni IV, mineur, hérita du duché. Il régna cinquante-quatre ans.

## Duché de Naxos
Le duché de Naxos fut fondé au début du XIIIe siècle par Marco Sanudo, à la suite de la quatrième croisade. Durant leurs règnes, tous les ducs pratiquèrent une politique d'équilibre entre les puissants voisins qui se succédèrent : l'Empire latin de Constantinople, l'empire de Nicée, la république de Venise, la principauté d'Achaïe des Angevins de Sicile, l'Empire byzantin de Michel VIII Paléologue, les Aragonais, la république de Gênes, les Catalans, les Turcs Seldjoukides, les chevaliers de Rhodes ou les Ottomans.
Le système féodal occidental (ou « franc » comme était désigné alors par les Grecs tout ce qui venait d'Occident) fut surimposé au système administratif byzantin : les taxes et corvées féodales furent appliquées aux divisions administratives byzantines et l'exploitation des fiefs continua selon les techniques byzantines. L'organisation de la féodalité dans le duché fut codifiée au XIVe siècle lorsque furent adoptées les Assises de Romanie, la coutume de la principauté de Morée, après que le duc en fut devenu le vassal en 1248. La coutume locale (les osanze del loco sur Naxos par exemple) s'y ajoutait. L'application des Assises dans le duché de Naxos ne fit très vite plus la différence entre les seigneurs d'origine latine et ceux d'origine grecque : ils étaient tous désignés « archontès ». Les classes supérieures franques et grecques se mêlèrent donc rapidement.

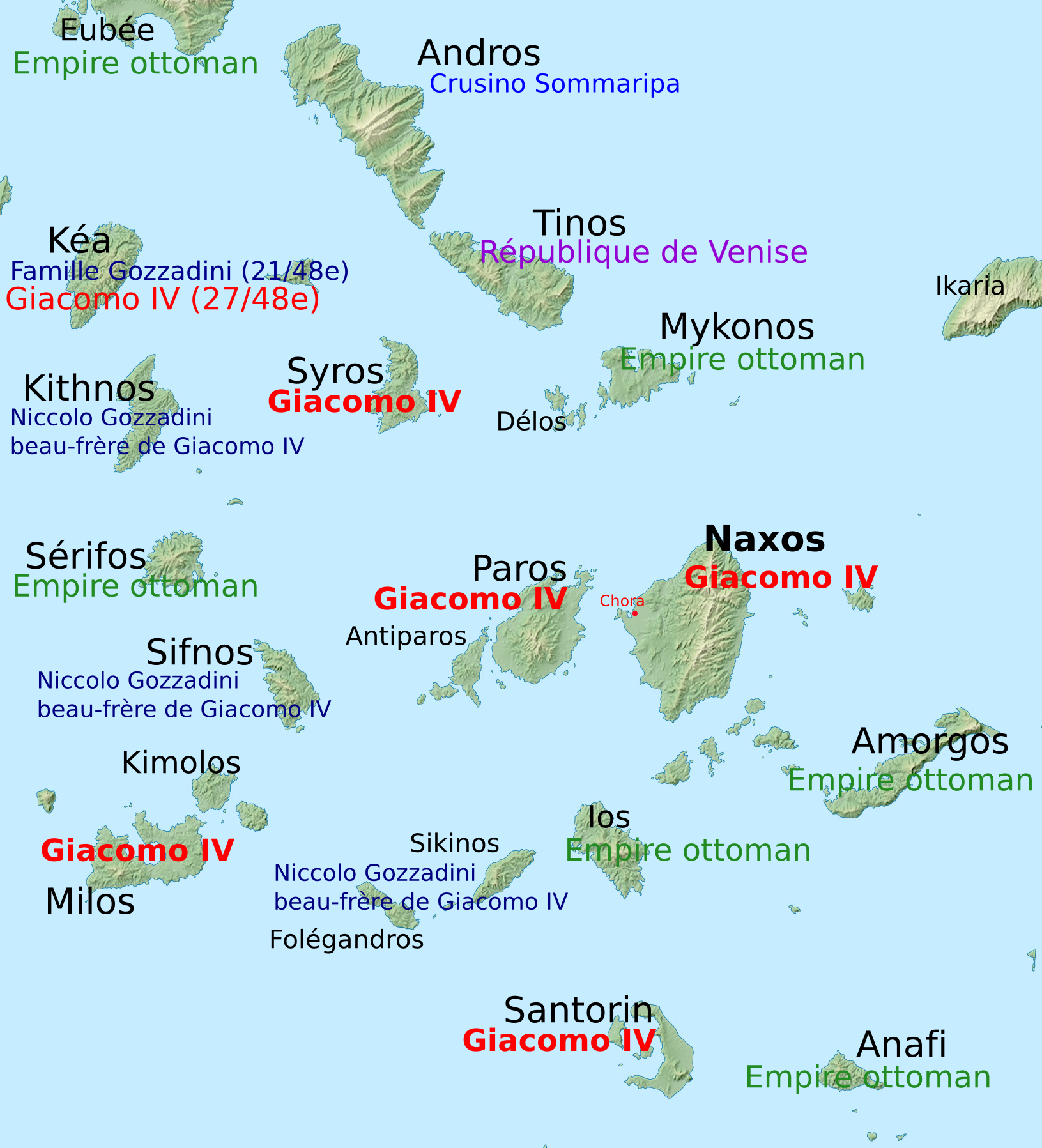
Duché de Naxos et seigneuries des Cyclades au temps de Giacomo IV Crispo.

Le problème religieux qui remontait au schisme de 1054 ne pouvait que se poser dans le duché avec des seigneurs latins catholiques romains et la population orthodoxe grecque. Longtemps, cependant, la politique religieuse des Ducs réussit à ménager la susceptibilité religieuse de leurs sujets, évitant ainsi une source de conflit.
En 1537, la flotte de Khayr ad-Din Barberousse, de retour d'une expédition manquée en Italie et à Corfou, s'empara de Naxos et fit passer le duché sous la souveraineté ottomane de Soliman le Magnifique. L'administration du duché ne changea pas : le sultan laissa les structures féodales en place. Cependant, comme dans tout le reste de son Empire, il exigea que l’Église orthodoxe contrôlât les populations grecques locales par l'intermédiaire d'une hiérarchie ecclésiastique orthodoxe. Cela réveilla les conflits religieux,.
Lorsqu'il devint duc de Naxos, Giacomo IV ne possédait plus que son « île capitale » Naxos, l'île voisine de Paros conquise aux Vénitiens par Barberousse en 1537 et confiée au duché de Naxos, Milos et Syros qui firent toujours partie du duché, Santorin et un peu plus de la moitié de Kéa (27/48e), le reste étant constitué de fiefs appartenant à la famille Gozzadini. Le beau-frère de Giacomo IV, Niccolo Gozzadini, était le seigneur de Kythnos, Sifnos et de petites îles du sud de l'archipel, mais, depuis 1537, il n'était plus le vassal du duc, mais du sultan.

## Biographie

### Premières années
Giacomo Crispo gouverna Paros et Santorin tant que son père était duc de Naxos. En effet, pour être sûr de transmettre le duché à son fils, Giovanni IV le nomma gouverneur de ces deux îles, en faisant ainsi un tributaire direct du sultan. Il épousa alors Cecilia Sommaripa avec qui il eut six enfants : trois fils (Giovanni, Francesco et Marcantonio) et trois filles (Adriana, Cantiana et Caterina),,.
Selon William Miller (Latins in the Levant., 1908) Giacomo Crispo aurait été le deuxième fils de Giovanni IV, et par conséquent pas destiné à devenir Duc. Son frère aîné (Francesco ?) aurait été très tôt associé au pouvoir par son père, afin de le préparer. Ce fils aîné serait mort avant son père, au début des années 1550, faisant de Giacomo l'héritier du duché.

### Éphémère duc de Naxos
Giovanni IV Crispo décéda vers la fin de 1564. Giacomo succéda à son père, après autorisation du sultan Soliman le Magnifique. Un des rares épisodes connus de son règne est raconté par le père jésuite Saulger : un des prêtres catholiques de Naxos aurait organisé pour sa maîtresse des funérailles grandioses auxquelles aurait assisté tout le clergé local. Cependant, il semblerait que l'ouvrage de Saulger ait autant eu un but d'édification morale que de récit historique. Saulger eut connaissance en son temps d'un procès à propos de l'héritage qu'un chanoine laissait à un de ses bâtards. Il pourrait avoir utilisé son récit historique pour évoquer des problèmes de son temps,.

### Éviction
Moins d'un an et demi après son accession au pouvoir, Giacomo IV fut évincé par son suzerain le sultan qui nomma un de ses favoris à la tête du duché : Joseph Nassi.
Diverses versions ont été proposées pour son éviction du duché, par le père jésuite Saulger, par le chroniqueur juif Almosninos, appartenant à l'entourage de Joseph Nassi, et par un ami de Giacomo, Luccari, auteur des Annales de la république de Raguse. Enfin, des documents diplomatiques, donc plus fiables, sont disponibles : des rapports du baylo (émissaire de Venise auprès du sultan) ainsi qu'une lettre de l'envoyé autrichien à Constantinople. Il existe peu de références à cet épisode dans les chroniques de l'époque. Il semblerait qu'il n'ait été considéré que comme une affaire interne de l'Empire ottoman : le remplacement d'un bey par un autre.
Selon le père Saulger qui donne le plus de détails, la population grecque locale aurait secrètement envoyé deux émissaires au sultan Sélim II pour se plaindre du duc. Il lui aurait été reproché son alcoolisme, le fait qu'il aurait entraîné de nombreux seigneurs latins dans ses excès et qu'ainsi il aurait très peu consacré de temps à la gestion du duché. L'épisode des funérailles de la maîtresse du prêtre aurait aussi été évoqué. Il semblerait que Giacomo ait eu vent de cette démarche et se fût précipité à Constantinople pour y plaider sa cause à grand renfort de ducats. Ce fut sans effet. Il fut déposé et emprisonné pendant six mois. Le sultan nomma alors à sa place Joseph Nassi. L'apprenant, la délégation naxiote aurait alors plaidé, selon le jésuite Saulger, pour un retour de l'ancien duc Giacomo, sans résultat,.
Almosninos donne peu de détails : plainte des sujets, déposition et nomination de Nassi en septembre 1566 qui se serait (contrairement à toutes les autres versions avérées) immédiatement rendu dans son duché. Il en est de même chez Luccari dont le récit rapide est aussi très confus. Cependant, on y apprend qu'après avoir fui Constantinople, Giacomo se réfugia à Rome.

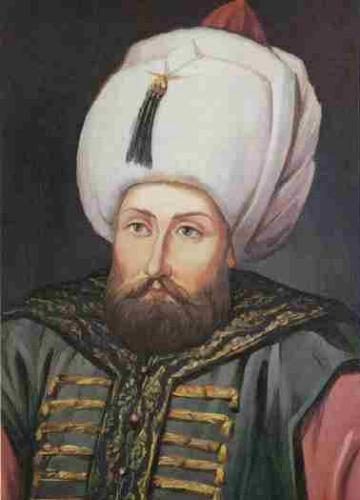
Le sultan ottoman Sélim II.

Il semble évident qu'une députation fut envoyée de Naxos auprès du sultan pour se plaindre de Giacomo IV. Selon B. J. Slot, il serait cependant plus logique qu'elle ait été composée de seigneurs latins car ce furent plutôt les familles latines que les familles grecques qui profitèrent de l'éviction du duc, ce qui n'aurait pas été le cas si les Grecs s'étaient plaints. Cette plainte aurait servi de prétexte au futur Sélim II qui avait déjà à de nombreuses reprises demandé à son père Soliman d'accorder le duché à son favori Joseph Nassi. Sélim exerçait au printemps 1566 l'intérim pour son père absent. Il aurait alors profité de l'absence de son père qui n'avait jamais agréé à sa prière, ainsi que de l'absence du grand vizir Mehmed pacha Sokolović qui protégeait les Crispo et les Sommaripa pour évincer le duc. Un rapport du baylo en octobre 1566 précise qu'au mois d'avril précédent, cinq galéotes turques étaient entrées dans le port de Naxos et que le duc avait été alors arrêté et assigné à résidence dans son palais. Ces navires faisaient partie de la flotte commandée par le capitan pacha Pilaye Pacha. Il avait pour ordre d'éliminer les soutiens apportés aux pirates chrétiens par les vassaux chrétiens du sultan. Il revenait de Chios où il avait châtié les Maonesi, le syndicat génois qui gérait l'île. Il était donc aussi reproché à Giacomo IV d'aider les pirates chrétiens. Il semblerait aussi qu'il ait été reproché au duc des retards dans le paiement de son tribut annuel. Son éviction aurait été sa punition. La perspective de s'emparer de butins à Naxos n'aurait pas non plus été étrangère à la décision de Pilaye Pacha et de Sélim.
D'après le rapport du baylo, Giacomo IV aurait réussi à s'échapper de Naxos pour venir plaider sa cause à Constantinople. Nassi, prévenu du danger, aurait obtenu du capitan pacha une nouvelle arrestation en ville du duc. Il lui aurait peut-être même été livré. Le sultan Sélim qui venait de succéder à son père envisagea de faire juger l'ancien duc à Naxos même. Le baylo craignait pour la vie du duc. Cependant, ce dernier réussit à s'évader de Constantinople et à gagner l'Italie où il alla plaider sa cause auprès du pape Pie V tandis que son épouse se réfugiait à Raguse.

### Au service de Venise
Giacomo IV Crispo partit alors s'installer à Venise. Il céda les droits sur son duché à la république de Venise et se mit à son service. Il semblerait qu'il ait commencé par réussir à équiper un navire avec lequel il se livra à la guerre de course contre les navires ottomans. Il aurait aussi essayé de fomenter des rébellions partout où il le pouvait. Il fut officier d'un corps de 500 hommes durant la guerre ottomano-vénitienne de 1570-1573 qui vit la conquête ottomane de Chypre et la bataille de Lépante. Les troupes vénitiennes réussirent à occuper un temps Naxos du printemps 1570 à l'été 1571, mais Giacomo ne remit cependant pas les pieds dans son duché. Francesco, le frère de Giacomo, fut élu gouverneur par la population de l'île durant ce bref intermède vénitien,.

### Dernière tentative de rétablissement
À la mort de Nassi en août 1579, Giacomo fit des démarches auprès du sultan Murad III afin d'être restauré à Naxos, en même temps que l'ancien seigneur d'Andros, Gianfrancesco Sommaripa. Ils étaient toujours soutenus par le grand vizir Mehmed pacha Sokolović, ancien ennemi de Nassi, et peut-être par la sultane validé Nur-Banu ; enfin, une délégation d'habitants de Naxos, Grecs et Latins, fut envoyée à Constanople plaider la cause de l'ancien duc. Le kapudan pacha Kılıç Ali, adversaire du grand vizir, était cependant opposé au rétablissement des seigneurs latins des Cyclades, et l'implication de Giacomo dans la guerre turco-vénitienne joua en sa défaveur. Finalement, l'assassinat de Sokolovic en octobre de la même année priva les anciens seigneurs latins de leur principal soutien, et leurs possessions furent placées sous la tutelle du kapudan pacha.

## Arbre généalogique
|  |  |                    |                    |                    |                    |                    |                    |  |  |                                           |                                           | Famille Sanudo                            |                                           |                                           |                                           |  |  |                                            |                                            |                                            |                                            |                                            |                                            |                 |                 |                                     |                                     |                                     |                                     |                                     |                                     |                           |                           |                                                                  |                                                                  |                                                                  |                                                                  |                                                                  |                                                                  |  |  |                                           |                                           |                                           |                                           |                                           |                                           |  |  |                                                    |                                                    |                                                    |                                                    |                                                    |                                                    |  |  |                                                              |                                                              |                                                              |                                                              |                                                              |                                                              |  |  |                                                     |                                                     |                                                     |                                                     |                                                     |                                                     |  |  |  |  |  |  |  |  |  |  |  |  |  |  |  |  |  |  |  |  |  |  |  |  |  |  |  |  |  |  |  |  |  |  |
|  |  |                    |                    |                    |                    |                    |                    |  |  |                                           |                                           |                                           |                                           |                                           |                                           |  |  |                                            |                                            |                                            |                                            |                                            |                                            |                 |                 |                                     |                                     |                                     |                                     |                                     |                                     |                           |                           |                                                                  |                                                                  |                                                                  |                                                                  |                                                                  |                                                                  |  |  |                                           |                                           |                                           |                                           |                                           |                                           |  |  |                                                    |                                                    |                                                    |                                                    |                                                    |                                                    |  |  |                                                              |                                                              |                                                              |                                                              |                                                              |                                                              |  |  |                                                     |                                                     |                                                     |                                                     |                                                     |                                                     |  |  |  |  |  |  |  |  |  |  |  |  |  |  |  |  |  |  |  |  |  |  |  |  |  |  |  |  |  |  |  |  |  |  |
|  |  |                    |                    |                    |                    |                    |                    |  |  |                                           |                                           |                                           |                                           |                                           |                                           |  |  |                                            |                                            |                                            |                                            |                                            |                                            |                 |                 |                                     |                                     |                                     |                                     |                                     |                                     |                           |                           |                                                                  |                                                                  |                                                                  |                                                                  |                                                                  |                                                                  |  |  |                                           |                                           |                                           |                                           |                                           |                                           |  |  |                                                    |                                                    |                                                    |                                                    |                                                    |                                                    |  |  |                                                              |                                                              |                                                              |                                                              |                                                              |                                                              |  |  |                                                     |                                                     |                                                     |                                                     |                                                     |                                                     |  |  |  |  |  |  |  |  |  |  |  |  |  |  |  |  |  |  |  |  |  |  |  |  |  |  |  |  |  |  |  |  |  |  |
|  |  |                    |                    |                    |                    |                    |                    |  |  |                                           |                                           |                                           |                                           |                                           |                                           |  |  |                                            |                                            |                                            |                                            |                                            |                                            |                 |                 |                                     |                                     |                                     |                                     |                                     |                                     |                           |                           |                                                                  |                                                                  |                                                                  |                                                                  |                                                                  |                                                                  |  |  |                                           |                                           |                                           |                                           |                                           |                                           |  |  |                                                    |                                                    |                                                    |                                                    |                                                    |                                                    |  |  |                                                              |                                                              |                                                              |                                                              |                                                              |                                                              |  |  |                                                     |                                                     |                                                     |                                                     |                                                     |                                                     |  |  |  |  |  |  |  |  |  |  |  |  |  |  |  |  |  |  |  |  |  |  |  |  |  |  |  |  |  |  |  |  |  |  |
|  |  |                    |                    |                    |                    |                    |                    |  |  |                                           |                                           |                                           |                                           |                                           |                                           |  |  |                                            |                                            |                                            |                                            | Fiorenza Sanuda                            | Fiorenza Sanuda                            | Fiorenza Sanuda | Fiorenza Sanuda | Fiorenza Sanuda                     | Fiorenza Sanuda                     |                                     |                                     | Francesco Ier 1383 - 1397           | Francesco Ier 1383 - 1397           | Francesco Ier 1383 - 1397 | Francesco Ier 1383 - 1397 | Francesco Ier 1383 - 1397                                        | Francesco Ier 1383 - 1397                                        |                                                                  |                                                                  |                                                                  |                                                                  |  |  |                                           |                                           |                                           |                                           |                                           |                                           |  |  |                                                    |                                                    |                                                    |                                                    |                                                    |                                                    |  |  |                                                              |                                                              |                                                              |                                                              |                                                              |                                                              |  |  |                                                     |                                                     |                                                     |                                                     |                                                     |                                                     |  |  |  |  |  |  |  |  |  |  |  |  |  |  |  |  |  |  |  |  |  |  |  |  |  |  |  |  |  |  |  |  |  |  |
|  |  |                    |                    |                    |                    |                    |                    |  |  |                                           |                                           |                                           |                                           |                                           |                                           |  |  |                                            |                                            |                                            |                                            | Fiorenza Sanuda                            | Fiorenza Sanuda                            | Fiorenza Sanuda | Fiorenza Sanuda | Fiorenza Sanuda                     | Fiorenza Sanuda                     |                                     |                                     | Francesco Ier 1383 - 1397           | Francesco Ier 1383 - 1397           | Francesco Ier 1383 - 1397 | Francesco Ier 1383 - 1397 | Francesco Ier 1383 - 1397                                        | Francesco Ier 1383 - 1397                                        |                                                                  |                                                                  |                                                                  |                                                                  |  |  |                                           |                                           |                                           |                                           |                                           |                                           |  |  |                                                    |                                                    |                                                    |                                                    |                                                    |                                                    |  |  |                                                              |                                                              |                                                              |                                                              |                                                              |                                                              |  |  |                                                     |                                                     |                                                     |                                                     |                                                     |                                                     |  |  |  |  |  |  |  |  |  |  |  |  |  |  |  |  |  |  |  |  |  |  |  |  |  |  |  |  |  |  |  |  |  |  |
|  |  |                    |                    |                    |                    |                    |                    |  |  |                                           |                                           |                                           |                                           |                                           |                                           |  |  |                                            |                                            |                                            |                                            |                                            |                                            |                 |                 |                                     |                                     |                                     |                                     |                                     |                                     |                           |                           |                                                                  |                                                                  |                                                                  |                                                                  |                                                                  |                                                                  |  |  |                                           |                                           |                                           |                                           |                                           |                                           |  |  |                                                    |                                                    |                                                    |                                                    |                                                    |                                                    |  |  |                                                              |                                                              |                                                              |                                                              |                                                              |                                                              |  |  |                                                     |                                                     |                                                     |                                                     |                                                     |                                                     |  |  |  |  |  |  |  |  |  |  |  |  |  |  |  |  |  |  |  |  |  |  |  |  |  |  |  |  |  |  |  |  |  |  |
|  |  |                    |                    |                    |                    |                    |                    |  |  |                                           |                                           |                                           |                                           |                                           |                                           |  |  |                                            |                                            |                                            |                                            |                                            |                                            |                 |                 |                                     |                                     |                                     |                                     |                                     |                                     |                           |                           |                                                                  |                                                                  |                                                                  |                                                                  |                                                                  |                                                                  |  |  |                                           |                                           |                                           |                                           |                                           |                                           |  |  |                                                    |                                                    |                                                    |                                                    |                                                    |                                                    |  |  |                                                              |                                                              |                                                              |                                                              |                                                              |                                                              |  |  |                                                     |                                                     |                                                     |                                                     |                                                     |                                                     |  |  |  |  |  |  |  |  |  |  |  |  |  |  |  |  |  |  |  |  |  |  |  |  |  |  |  |  |  |  |  |  |  |  |
|  |  | Fiorenza Sommaripa | Fiorenza Sommaripa | Fiorenza Sommaripa | Fiorenza Sommaripa | Fiorenza Sommaripa | Fiorenza Sommaripa |  |  | Giacomo Ier 1397-1418                     | Giacomo Ier 1397-1418                     | Giacomo Ier 1397-1418                     | Giacomo Ier 1397-1418                     | Giacomo Ier 1397-1418                     | Giacomo Ier 1397-1418                     |  |  | Giovanni II 1419-1433 ∞ Francesca Morosini | Giovanni II 1419-1433 ∞ Francesca Morosini | Giovanni II 1419-1433 ∞ Francesca Morosini | Giovanni II 1419-1433 ∞ Francesca Morosini | Giovanni II 1419-1433 ∞ Francesca Morosini | Giovanni II 1419-1433 ∞ Francesca Morosini |                 |                 | Marco (apanages de Ios et Therasia) | Marco (apanages de Ios et Therasia) | Marco (apanages de Ios et Therasia) | Marco (apanages de Ios et Therasia) | Marco (apanages de Ios et Therasia) | Marco (apanages de Ios et Therasia) |                           |                           | Guiglelmo II 1453-1463 ∞ Elisabetha da Pesaro                    | Guiglelmo II 1453-1463 ∞ Elisabetha da Pesaro                    | Guiglelmo II 1453-1463 ∞ Elisabetha da Pesaro                    | Guiglelmo II 1453-1463 ∞ Elisabetha da Pesaro                    | Guiglelmo II 1453-1463 ∞ Elisabetha da Pesaro                    | Guiglelmo II 1453-1463 ∞ Elisabetha da Pesaro                    |  |  | Niccolo (apanage de Syros et Santorin)    | Niccolo (apanage de Syros et Santorin)    | Niccolo (apanage de Syros et Santorin)    | Niccolo (apanage de Syros et Santorin)    | Niccolo (apanage de Syros et Santorin)    | Niccolo (apanage de Syros et Santorin)    |  |  | Pietro                                             | Pietro                                             | Pietro                                             | Pietro                                             | Pietro                                             | Pietro                                             |  |  | Pétronille ∞ Pietro Zéno (Andros en dot)                     | Pétronille ∞ Pietro Zéno (Andros en dot)                     | Pétronille ∞ Pietro Zéno (Andros en dot)                     | Pétronille ∞ Pietro Zéno (Andros en dot)                     | Pétronille ∞ Pietro Zéno (Andros en dot)                     | Pétronille ∞ Pietro Zéno (Andros en dot)                     |  |  | Agnese ∞ Dragonetto Clavelli (seigneur de Nissyros) | Agnese ∞ Dragonetto Clavelli (seigneur de Nissyros) | Agnese ∞ Dragonetto Clavelli (seigneur de Nissyros) | Agnese ∞ Dragonetto Clavelli (seigneur de Nissyros) | Agnese ∞ Dragonetto Clavelli (seigneur de Nissyros) | Agnese ∞ Dragonetto Clavelli (seigneur de Nissyros) |  |  |  |  |  |  |  |  |  |  |  |  |  |  |  |  |  |  |  |  |  |  |  |  |  |  |  |  |  |  |  |  |  |  |
|  |  | Fiorenza Sommaripa | Fiorenza Sommaripa | Fiorenza Sommaripa | Fiorenza Sommaripa | Fiorenza Sommaripa | Fiorenza Sommaripa |  |  | Giacomo Ier 1397-1418                     | Giacomo Ier 1397-1418                     | Giacomo Ier 1397-1418                     | Giacomo Ier 1397-1418                     | Giacomo Ier 1397-1418                     | Giacomo Ier 1397-1418                     |  |  | Giovanni II 1419-1433 ∞ Francesca Morosini | Giovanni II 1419-1433 ∞ Francesca Morosini | Giovanni II 1419-1433 ∞ Francesca Morosini | Giovanni II 1419-1433 ∞ Francesca Morosini | Giovanni II 1419-1433 ∞ Francesca Morosini | Giovanni II 1419-1433 ∞ Francesca Morosini |                 |                 | Marco (apanages de Ios et Therasia) | Marco (apanages de Ios et Therasia) | Marco (apanages de Ios et Therasia) | Marco (apanages de Ios et Therasia) | Marco (apanages de Ios et Therasia) | Marco (apanages de Ios et Therasia) |                           |                           | Guiglelmo II 1453-1463 ∞ Elisabetha da Pesaro                    | Guiglelmo II 1453-1463 ∞ Elisabetha da Pesaro                    | Guiglelmo II 1453-1463 ∞ Elisabetha da Pesaro                    | Guiglelmo II 1453-1463 ∞ Elisabetha da Pesaro                    | Guiglelmo II 1453-1463 ∞ Elisabetha da Pesaro                    | Guiglelmo II 1453-1463 ∞ Elisabetha da Pesaro                    |  |  | Niccolo (apanage de Syros et Santorin)    | Niccolo (apanage de Syros et Santorin)    | Niccolo (apanage de Syros et Santorin)    | Niccolo (apanage de Syros et Santorin)    | Niccolo (apanage de Syros et Santorin)    | Niccolo (apanage de Syros et Santorin)    |  |  | Pietro                                             | Pietro                                             | Pietro                                             | Pietro                                             | Pietro                                             | Pietro                                             |  |  | Pétronille ∞ Pietro Zéno (Andros en dot)                     | Pétronille ∞ Pietro Zéno (Andros en dot)                     | Pétronille ∞ Pietro Zéno (Andros en dot)                     | Pétronille ∞ Pietro Zéno (Andros en dot)                     | Pétronille ∞ Pietro Zéno (Andros en dot)                     | Pétronille ∞ Pietro Zéno (Andros en dot)                     |  |  | Agnese ∞ Dragonetto Clavelli (seigneur de Nissyros) | Agnese ∞ Dragonetto Clavelli (seigneur de Nissyros) | Agnese ∞ Dragonetto Clavelli (seigneur de Nissyros) | Agnese ∞ Dragonetto Clavelli (seigneur de Nissyros) | Agnese ∞ Dragonetto Clavelli (seigneur de Nissyros) | Agnese ∞ Dragonetto Clavelli (seigneur de Nissyros) |  |  |  |  |  |  |  |  |  |  |  |  |  |  |  |  |  |  |  |  |  |  |  |  |  |  |  |  |  |  |  |  |  |  |
|  |  |                    |                    |                    |                    |                    |                    |  |  |                                           |                                           |                                           |                                           |                                           |                                           |  |  |                                            |                                            |                                            |                                            |                                            |                                            |                 |                 |                                     |                                     |                                     |                                     |                                     |                                     |                           |                           |                                                                  |                                                                  |                                                                  |                                                                  |                                                                  |                                                                  |  |  |                                           |                                           |                                           |                                           |                                           |                                           |  |  |                                                    |                                                    |                                                    |                                                    |                                                    |                                                    |  |  |                                                              |                                                              |                                                              |                                                              |                                                              |                                                              |  |  |                                                     |                                                     |                                                     |                                                     |                                                     |                                                     |  |  |  |  |  |  |  |  |  |  |  |  |  |  |  |  |  |  |  |  |  |  |  |  |  |  |  |  |  |  |  |  |  |  |
|  |  |                    |                    |                    |                    |                    |                    |  |  |                                           |                                           |                                           |                                           |                                           |                                           |  |  |                                            |                                            |                                            |                                            |                                            |                                            |                 |                 |                                     |                                     |                                     |                                     |                                     |                                     |                           |                           |                                                                  |                                                                  |                                                                  |                                                                  |                                                                  |                                                                  |  |  |                                           |                                           |                                           |                                           |                                           |                                           |  |  |                                                    |                                                    |                                                    |                                                    |                                                    |                                                    |  |  |                                                              |                                                              |                                                              |                                                              |                                                              |                                                              |  |  |                                                     |                                                     |                                                     |                                                     |                                                     |                                                     |  |  |  |  |  |  |  |  |  |  |  |  |  |  |  |  |  |  |  |  |  |  |  |  |  |  |  |  |  |  |  |  |  |  |
|  |  | deux filles        | deux filles        | deux filles        | deux filles        | deux filles        | deux filles        |  |  | Giacomo II 1433-1447 ∞ Ginevra Gattilusio | Giacomo II 1433-1447 ∞ Ginevra Gattilusio | Giacomo II 1433-1447 ∞ Ginevra Gattilusio | Giacomo II 1433-1447 ∞ Ginevra Gattilusio | Giacomo II 1433-1447 ∞ Ginevra Gattilusio | Giacomo II 1433-1447 ∞ Ginevra Gattilusio |  |  | Adriana et Caterina                        | Adriana et Caterina                        | Adriana et Caterina                        | Adriana et Caterina                        | Adriana et Caterina                        | Adriana et Caterina                        |                 |                 | Francesco                           | Francesco                           | Francesco                           | Francesco                           | Francesco                           | Francesco                           |                           |                           | Fiorenza                                                         | Fiorenza                                                         | Fiorenza                                                         | Fiorenza                                                         | Fiorenza                                                         | Fiorenza                                                         |  |  | Francesco II 1463 ∞ Petronilla Bembo      | Francesco II 1463 ∞ Petronilla Bembo      | Francesco II 1463 ∞ Petronilla Bembo      | Francesco II 1463 ∞ Petronilla Bembo      | Francesco II 1463 ∞ Petronilla Bembo      | Francesco II 1463 ∞ Petronilla Bembo      |  |  | trois fils et sept filles                          | trois fils et sept filles                          | trois fils et sept filles                          | trois fils et sept filles                          | trois fils et sept filles                          | trois fils et sept filles                          |  |  | Giovanni                                                     | Giovanni                                                     | Giovanni                                                     | Giovanni                                                     | Giovanni                                                     | Giovanni                                                     |  |  |                                                     |                                                     |                                                     |                                                     |                                                     |                                                     |  |  |  |  |  |  |  |  |  |  |  |  |  |  |  |  |  |  |  |  |  |  |  |  |  |  |  |  |  |  |  |  |  |  |
|  |  | deux filles        | deux filles        | deux filles        | deux filles        | deux filles        | deux filles        |  |  | Giacomo II 1433-1447 ∞ Ginevra Gattilusio | Giacomo II 1433-1447 ∞ Ginevra Gattilusio | Giacomo II 1433-1447 ∞ Ginevra Gattilusio | Giacomo II 1433-1447 ∞ Ginevra Gattilusio | Giacomo II 1433-1447 ∞ Ginevra Gattilusio | Giacomo II 1433-1447 ∞ Ginevra Gattilusio |  |  | Adriana et Caterina                        | Adriana et Caterina                        | Adriana et Caterina                        | Adriana et Caterina                        | Adriana et Caterina                        | Adriana et Caterina                        |                 |                 | Francesco                           | Francesco                           | Francesco                           | Francesco                           | Francesco                           | Francesco                           |                           |                           | Fiorenza                                                         | Fiorenza                                                         | Fiorenza                                                         | Fiorenza                                                         | Fiorenza                                                         | Fiorenza                                                         |  |  | Francesco II 1463 ∞ Petronilla Bembo      | Francesco II 1463 ∞ Petronilla Bembo      | Francesco II 1463 ∞ Petronilla Bembo      | Francesco II 1463 ∞ Petronilla Bembo      | Francesco II 1463 ∞ Petronilla Bembo      | Francesco II 1463 ∞ Petronilla Bembo      |  |  | trois fils et sept filles                          | trois fils et sept filles                          | trois fils et sept filles                          | trois fils et sept filles                          | trois fils et sept filles                          | trois fils et sept filles                          |  |  | Giovanni                                                     | Giovanni                                                     | Giovanni                                                     | Giovanni                                                     | Giovanni                                                     | Giovanni                                                     |  |  |                                                     |                                                     |                                                     |                                                     |                                                     |                                                     |  |  |  |  |  |  |  |  |  |  |  |  |  |  |  |  |  |  |  |  |  |  |  |  |  |  |  |  |  |  |  |  |  |  |
|  |  |                    |                    |                    |                    |                    |                    |  |  |                                           |                                           |                                           |                                           |                                           |                                           |  |  |                                            |                                            |                                            |                                            |                                            |                                            |                 |                 |                                     |                                     |                                     |                                     |                                     |                                     |                           |                           |                                                                  |                                                                  |                                                                  |                                                                  |                                                                  |                                                                  |  |  |                                           |                                           |                                           |                                           |                                           |                                           |  |  |                                                    |                                                    |                                                    |                                                    |                                                    |                                                    |  |  |                                                              |                                                              |                                                              |                                                              |                                                              |                                                              |  |  |                                                     |                                                     |                                                     |                                                     |                                                     |                                                     |  |  |  |  |  |  |  |  |  |  |  |  |  |  |  |  |  |  |  |  |  |  |  |  |  |  |  |  |  |  |  |  |  |  |
|  |  |                    |                    |                    |                    |                    |                    |  |  | Gian Giacomo 1447-1453                    | Gian Giacomo 1447-1453                    | Gian Giacomo 1447-1453                    | Gian Giacomo 1447-1453                    | Gian Giacomo 1447-1453                    | Gian Giacomo 1447-1453                    |  |  |                                            |                                            |                                            |                                            |                                            |                                            |                 |                 |                                     |                                     |                                     |                                     |                                     |                                     |                           |                           | Giacomo III 1463-1480 ∞ Caterina Gozzadini                       | Giacomo III 1463-1480 ∞ Caterina Gozzadini                       | Giacomo III 1463-1480 ∞ Caterina Gozzadini                       | Giacomo III 1463-1480 ∞ Caterina Gozzadini                       | Giacomo III 1463-1480 ∞ Caterina Gozzadini                       | Giacomo III 1463-1480 ∞ Caterina Gozzadini                       |  |  |                                           |                                           |                                           |                                           |                                           |                                           |  |  | Giovanni III 1480-1494 ∞ une Morosini              | Giovanni III 1480-1494 ∞ une Morosini              | Giovanni III 1480-1494 ∞ une Morosini              | Giovanni III 1480-1494 ∞ une Morosini              | Giovanni III 1480-1494 ∞ une Morosini              | Giovanni III 1480-1494 ∞ une Morosini              |  |  |                                                              |                                                              |                                                              |                                                              |                                                              |                                                              |  |  |                                                     |                                                     |                                                     |                                                     |                                                     |                                                     |  |  |  |  |  |  |  |  |  |  |  |  |  |  |  |  |  |  |  |  |  |  |  |  |  |  |  |  |  |  |  |  |  |  |
|  |  |                    |                    |                    |                    |                    |                    |  |  | Gian Giacomo 1447-1453                    | Gian Giacomo 1447-1453                    | Gian Giacomo 1447-1453                    | Gian Giacomo 1447-1453                    | Gian Giacomo 1447-1453                    | Gian Giacomo 1447-1453                    |  |  |                                            |                                            |                                            |                                            |                                            |                                            |                 |                 |                                     |                                     |                                     |                                     |                                     |                                     |                           |                           | Giacomo III 1463-1480 ∞ Caterina Gozzadini                       | Giacomo III 1463-1480 ∞ Caterina Gozzadini                       | Giacomo III 1463-1480 ∞ Caterina Gozzadini                       | Giacomo III 1463-1480 ∞ Caterina Gozzadini                       | Giacomo III 1463-1480 ∞ Caterina Gozzadini                       | Giacomo III 1463-1480 ∞ Caterina Gozzadini                       |  |  |                                           |                                           |                                           |                                           |                                           |                                           |  |  | Giovanni III 1480-1494 ∞ une Morosini              | Giovanni III 1480-1494 ∞ une Morosini              | Giovanni III 1480-1494 ∞ une Morosini              | Giovanni III 1480-1494 ∞ une Morosini              | Giovanni III 1480-1494 ∞ une Morosini              | Giovanni III 1480-1494 ∞ une Morosini              |  |  |                                                              |                                                              |                                                              |                                                              |                                                              |                                                              |  |  |                                                     |                                                     |                                                     |                                                     |                                                     |                                                     |  |  |  |  |  |  |  |  |  |  |  |  |  |  |  |  |  |  |  |  |  |  |  |  |  |  |  |  |  |  |  |  |  |  |
|  |  |                    |                    |                    |                    |                    |                    |  |  |                                           |                                           |                                           |                                           |                                           |                                           |  |  |                                            |                                            |                                            |                                            |                                            |                                            |                 |                 |                                     |                                     |                                     |                                     |                                     |                                     |                           |                           | une fille ∞ Domenico Pisani (Santorin en dot)                    | une fille ∞ Domenico Pisani (Santorin en dot)                    | une fille ∞ Domenico Pisani (Santorin en dot)                    | une fille ∞ Domenico Pisani (Santorin en dot)                    | une fille ∞ Domenico Pisani (Santorin en dot)                    | une fille ∞ Domenico Pisani (Santorin en dot)                    |  |  |                                           |                                           |                                           |                                           |                                           |                                           |  |  | Francesco III 1500-1510 ∞ Taddea/Caterina Loredano | Francesco III 1500-1510 ∞ Taddea/Caterina Loredano | Francesco III 1500-1510 ∞ Taddea/Caterina Loredano | Francesco III 1500-1510 ∞ Taddea/Caterina Loredano | Francesco III 1500-1510 ∞ Taddea/Caterina Loredano | Francesco III 1500-1510 ∞ Taddea/Caterina Loredano |  |  |                                                              |                                                              |                                                              |                                                              |                                                              |                                                              |  |  |                                                     |                                                     |                                                     |                                                     |                                                     |                                                     |  |  |  |  |  |  |  |  |  |  |  |  |  |  |  |  |  |  |  |  |  |  |  |  |  |  |  |  |  |  |  |  |  |  |
|  |  |                    |                    |                    |                    |                    |                    |  |  |                                           |                                           |                                           |                                           |                                           |                                           |  |  |                                            |                                            |                                            |                                            |                                            |                                            |                 |                 |                                     |                                     |                                     |                                     |                                     |                                     |                           |                           | une fille ∞ Domenico Pisani (Santorin en dot)                    | une fille ∞ Domenico Pisani (Santorin en dot)                    | une fille ∞ Domenico Pisani (Santorin en dot)                    | une fille ∞ Domenico Pisani (Santorin en dot)                    | une fille ∞ Domenico Pisani (Santorin en dot)                    | une fille ∞ Domenico Pisani (Santorin en dot)                    |  |  |                                           |                                           |                                           |                                           |                                           |                                           |  |  | Francesco III 1500-1510 ∞ Taddea/Caterina Loredano | Francesco III 1500-1510 ∞ Taddea/Caterina Loredano | Francesco III 1500-1510 ∞ Taddea/Caterina Loredano | Francesco III 1500-1510 ∞ Taddea/Caterina Loredano | Francesco III 1500-1510 ∞ Taddea/Caterina Loredano | Francesco III 1500-1510 ∞ Taddea/Caterina Loredano |  |  |                                                              |                                                              |                                                              |                                                              |                                                              |                                                              |  |  |                                                     |                                                     |                                                     |                                                     |                                                     |                                                     |  |  |  |  |  |  |  |  |  |  |  |  |  |  |  |  |  |  |  |  |  |  |  |  |  |  |  |  |  |  |  |  |  |  |
|  |  |                    |                    |                    |                    |                    |                    |  |  |                                           |                                           |                                           |                                           |                                           |                                           |  |  |                                            |                                            |                                            |                                            |                                            |                                            |                 |                 |                                     |                                     |                                     |                                     |                                     |                                     |                           |                           |                                                                  |                                                                  |                                                                  |                                                                  |                                                                  |                                                                  |  |  |                                           |                                           |                                           |                                           |                                           |                                           |  |  |                                                    |                                                    |                                                    |                                                    |                                                    |                                                    |  |  |                                                              |                                                              |                                                              |                                                              |                                                              |                                                              |  |  |                                                     |                                                     |                                                     |                                                     |                                                     |                                                     |  |  |  |  |  |  |  |  |  |  |  |  |  |  |  |  |  |  |  |  |  |  |  |  |  |  |  |  |  |  |  |  |  |  |
|  |  |                    |                    |                    |                    |                    |                    |  |  |                                           |                                           |                                           |                                           |                                           |                                           |  |  |                                            |                                            |                                            |                                            |                                            |                                            |                 |                 |                                     |                                     |                                     |                                     |                                     |                                     |                           |                           |                                                                  |                                                                  |                                                                  |                                                                  |                                                                  |                                                                  |  |  | Giovanni IV 1510-1564 ∞ Adriana Gozzadini | Giovanni IV 1510-1564 ∞ Adriana Gozzadini | Giovanni IV 1510-1564 ∞ Adriana Gozzadini | Giovanni IV 1510-1564 ∞ Adriana Gozzadini | Giovanni IV 1510-1564 ∞ Adriana Gozzadini | Giovanni IV 1510-1564 ∞ Adriana Gozzadini |  |  |                                                    |                                                    |                                                    |                                                    |                                                    |                                                    |  |  | Catherine ∞ Gianluigi Pisani (seigneur de Chios)             | Catherine ∞ Gianluigi Pisani (seigneur de Chios)             | Catherine ∞ Gianluigi Pisani (seigneur de Chios)             | Catherine ∞ Gianluigi Pisani (seigneur de Chios)             | Catherine ∞ Gianluigi Pisani (seigneur de Chios)             | Catherine ∞ Gianluigi Pisani (seigneur de Chios)             |  |  |                                                     |                                                     |                                                     |                                                     |                                                     |                                                     |  |  |  |  |  |  |  |  |  |  |  |  |  |  |  |  |  |  |  |  |  |  |  |  |  |  |  |  |  |  |  |  |  |  |
|  |  |                    |                    |                    |                    |                    |                    |  |  |                                           |                                           |                                           |                                           |                                           |                                           |  |  |                                            |                                            |                                            |                                            |                                            |                                            |                 |                 |                                     |                                     |                                     |                                     |                                     |                                     |                           |                           |                                                                  |                                                                  |                                                                  |                                                                  |                                                                  |                                                                  |  |  | Giovanni IV 1510-1564 ∞ Adriana Gozzadini | Giovanni IV 1510-1564 ∞ Adriana Gozzadini | Giovanni IV 1510-1564 ∞ Adriana Gozzadini | Giovanni IV 1510-1564 ∞ Adriana Gozzadini | Giovanni IV 1510-1564 ∞ Adriana Gozzadini | Giovanni IV 1510-1564 ∞ Adriana Gozzadini |  |  |                                                    |                                                    |                                                    |                                                    |                                                    |                                                    |  |  | Catherine ∞ Gianluigi Pisani (seigneur de Chios)             | Catherine ∞ Gianluigi Pisani (seigneur de Chios)             | Catherine ∞ Gianluigi Pisani (seigneur de Chios)             | Catherine ∞ Gianluigi Pisani (seigneur de Chios)             | Catherine ∞ Gianluigi Pisani (seigneur de Chios)             | Catherine ∞ Gianluigi Pisani (seigneur de Chios)             |  |  |                                                     |                                                     |                                                     |                                                     |                                                     |                                                     |  |  |  |  |  |  |  |  |  |  |  |  |  |  |  |  |  |  |  |  |  |  |  |  |  |  |  |  |  |  |  |  |  |  |
|  |  |                    |                    |                    |                    |                    |                    |  |  |                                           |                                           |                                           |                                           |                                           |                                           |  |  |                                            |                                            |                                            |                                            |                                            |                                            |                 |                 |                                     |                                     |                                     |                                     |                                     |                                     |                           |                           |                                                                  |                                                                  |                                                                  |                                                                  |                                                                  |                                                                  |  |  |                                           |                                           |                                           |                                           |                                           |                                           |  |  |                                                    |                                                    |                                                    |                                                    |                                                    |                                                    |  |  |                                                              |                                                              |                                                              |                                                              |                                                              |                                                              |  |  |                                                     |                                                     |                                                     |                                                     |                                                     |                                                     |  |  |  |  |  |  |  |  |  |  |  |  |  |  |  |  |  |  |  |  |  |  |  |  |  |  |  |  |  |  |  |  |  |  |
|  |  |                    |                    |                    |                    |                    |                    |  |  |                                           |                                           |                                           |                                           |                                           |                                           |  |  |                                            |                                            |                                            |                                            |                                            |                                            |                 |                 |                                     |                                     |                                     |                                     |                                     |                                     |                           |                           | Caterina ∞ Niccolo III Gozzadini (seigneur de Sifnos et Kythnos) | Caterina ∞ Niccolo III Gozzadini (seigneur de Sifnos et Kythnos) | Caterina ∞ Niccolo III Gozzadini (seigneur de Sifnos et Kythnos) | Caterina ∞ Niccolo III Gozzadini (seigneur de Sifnos et Kythnos) | Caterina ∞ Niccolo III Gozzadini (seigneur de Sifnos et Kythnos) | Caterina ∞ Niccolo III Gozzadini (seigneur de Sifnos et Kythnos) |  |  | Francesco ∞ Fiorenza Gozzadini            | Francesco ∞ Fiorenza Gozzadini            | Francesco ∞ Fiorenza Gozzadini            | Francesco ∞ Fiorenza Gozzadini            | Francesco ∞ Fiorenza Gozzadini            | Francesco ∞ Fiorenza Gozzadini            |  |  | Giacomo IV 1564-1566 ∞ Cecilia Sommaripa           | Giacomo IV 1564-1566 ∞ Cecilia Sommaripa           | Giacomo IV 1564-1566 ∞ Cecilia Sommaripa           | Giacomo IV 1564-1566 ∞ Cecilia Sommaripa           | Giacomo IV 1564-1566 ∞ Cecilia Sommaripa           | Giacomo IV 1564-1566 ∞ Cecilia Sommaripa           |  |  | Thaddea Crispo ∞ Gianfrancesco Sommaripa (seigneur d'Andros) | Thaddea Crispo ∞ Gianfrancesco Sommaripa (seigneur d'Andros) | Thaddea Crispo ∞ Gianfrancesco Sommaripa (seigneur d'Andros) | Thaddea Crispo ∞ Gianfrancesco Sommaripa (seigneur d'Andros) | Thaddea Crispo ∞ Gianfrancesco Sommaripa (seigneur d'Andros) | Thaddea Crispo ∞ Gianfrancesco Sommaripa (seigneur d'Andros) |  |  |                                                     |                                                     |                                                     |                                                     |                                                     |                                                     |  |  |  |  |  |  |  |  |  |  |  |  |  |  |  |  |  |  |  |  |  |  |  |  |  |  |  |  |  |  |  |  |  |  |
|  |  |                    |                    |                    |                    |                    |                    |  |  |                                           |                                           |                                           |                                           |                                           |                                           |  |  |                                            |                                            |                                            |                                            |                                            |                                            |                 |                 |                                     |                                     |                                     |                                     |                                     |                                     |                           |                           | Caterina ∞ Niccolo III Gozzadini (seigneur de Sifnos et Kythnos) | Caterina ∞ Niccolo III Gozzadini (seigneur de Sifnos et Kythnos) | Caterina ∞ Niccolo III Gozzadini (seigneur de Sifnos et Kythnos) | Caterina ∞ Niccolo III Gozzadini (seigneur de Sifnos et Kythnos) | Caterina ∞ Niccolo III Gozzadini (seigneur de Sifnos et Kythnos) | Caterina ∞ Niccolo III Gozzadini (seigneur de Sifnos et Kythnos) |  |  | Francesco ∞ Fiorenza Gozzadini            | Francesco ∞ Fiorenza Gozzadini            | Francesco ∞ Fiorenza Gozzadini            | Francesco ∞ Fiorenza Gozzadini            | Francesco ∞ Fiorenza Gozzadini            | Francesco ∞ Fiorenza Gozzadini            |  |  | Giacomo IV 1564-1566 ∞ Cecilia Sommaripa           | Giacomo IV 1564-1566 ∞ Cecilia Sommaripa           | Giacomo IV 1564-1566 ∞ Cecilia Sommaripa           | Giacomo IV 1564-1566 ∞ Cecilia Sommaripa           | Giacomo IV 1564-1566 ∞ Cecilia Sommaripa           | Giacomo IV 1564-1566 ∞ Cecilia Sommaripa           |  |  | Thaddea Crispo ∞ Gianfrancesco Sommaripa (seigneur d'Andros) | Thaddea Crispo ∞ Gianfrancesco Sommaripa (seigneur d'Andros) | Thaddea Crispo ∞ Gianfrancesco Sommaripa (seigneur d'Andros) | Thaddea Crispo ∞ Gianfrancesco Sommaripa (seigneur d'Andros) | Thaddea Crispo ∞ Gianfrancesco Sommaripa (seigneur d'Andros) | Thaddea Crispo ∞ Gianfrancesco Sommaripa (seigneur d'Andros) |  |  |                                                     |                                                     |                                                     |                                                     |                                                     |                                                     |  |  |  |  |  |  |  |  |  |  |  |  |  |  |  |  |  |  |  |  |  |  |  |  |  |  |  |  |  |  |  |  |  |  |
|  |  |                    |                    |                    |                    |                    |                    |  |  |                                           |                                           |                                           |                                           |                                           |                                           |  |  |                                            |                                            |                                            |                                            |                                            |                                            |                 |                 |                                     |                                     |                                     |                                     |                                     |                                     |                           |                           |                                                                  |                                                                  |                                                                  |                                                                  |                                                                  |                                                                  |  |  |                                           |                                           |                                           |                                           |                                           |                                           |  |  | trois fils et trois filles                         |                                                    |                                                    |                                                    |                                                    |                                                    |  |  |                                                              |                                                              |                                                              |                                                              |                                                              |                                                              |  |  |                                                     |                                                     |                                                     |                                                     |                                                     |                                                     |  |  |  |  |  |  |  |  |  |  |  |  |  |  |  |  |  |  |  |  |  |  |  |  |  |  |  |  |  |  |  |  |  |  |